# 法里内利 (电影)
《法里内利》（義大利語：Farinelli - Voce regina）是一部1994年电影，情节以18世纪意大利阉伶歌手内利的生平为蓝本。导演热拉尔·科尔比奥（Gérard Corbiau），斯特凡诺·迪奥尼西（Stefano Dionisi）饰法里内利。

## 外部連結
- 互联网电影数据库（IMDb）上《絕代艷姬》的资料（英文）
- AllMovie上《絕代艷姬》的资料（英文）
- 爛番茄上《絕代艷姬》的資料（英文）
- 開眼電影網上《法里内利》的資料（繁體中文）
- 豆瓣电影上《法里内利》的資料 （简体中文）